# Ядрена реакция
Ядрена реакция е процес, при който две атомни ядра или елементарни частици взаимодействат по такъв начин, че се получават продукти, различни от началните. Много често такива реакции се съпровождат с отделяне (в много редки случаи – поглъщане) на огромно количество енергия. За осъществяване на реакцията е необходимо взаимодействащите частици (ядрата) да се доближат на разстояние от порядъка на 10−13 cm. Като резултат от ядрената реакция се получава едно от следните:
- ново ядро
- ново ядро и една или повече елементарни частици
- ядрото приема енергия и се възбужда с последващ разпад
- отнемане на възбуждането с излъчване на гама-лъчи[1]

В лабораторни условия ядрена реакция се осъществява при бомбардировка на по-тежки ядра, влизащи в състава на мишената, със сноп на по-леки частици или гама-кванти. Изписването на ядрената реакция е аналогично на изписването на нормална химична реакция.

## Верижна ядрена реакция
Ядрена верижна реакция е самоподдържащ се процес, при който всяко превръщане на атомно ядро създава условия за ново превръщане от същия вид. Ядрена верижна реакция е например делението на урана или плутония под действието на неутрони, получени при самото деление. Може да протече мигновено (атомна бомба) или да е бавна, управляема (ядрен реактор).